# Tachigali formicarum
Tachigali formicarum är en ärtväxtart som beskrevs av Hermann August Theodor Harms. Tachigali formicarum ingår i släktet Tachigali och familjen ärtväxter. Inga underarter finns listade i Catalogue of Life.